# Pratt & Whitney F100
Pratt & Whitney F100 (firemní označení JTF22) je dvouproudový motor s přídavným spalováním, vyráběný společností Pratt & Whitney, který pohání vojenské letouny F-15 Eagle a F-16 Fighting Falcon.

## Vývoj
V roce 1967 americké námořnictvo a letectvo vydaly společný požadavek na motor (Request for Proposals, RFP) pro letoun F-14 Tomcat a FX (FX se stal souběžným návrhem pro stíhací letoun, který v roce 1970 vedl k vývoji strojů F-15).

## Varianty
- F100-PW-100
- F100-PW-200
- F100-PW-220/220E
- F100-PW-229

## Specifikace (F100-PW-229)

### Technické údaje
- Typ: dvouproudový motor s přídavným spalováním
- Průměr: 1181 mm
- Délka: 4851 mm
- Hmotnost suchého motoru: 1737 kg

### Součásti
- Kompresor: desetistupňový axiální kompresor, dvouhřídelový, 3 stupně dmychadla
- Spalovací komora: prstencová
- Turbína: 2stupňová vysokotlaká a nízkotlaká
- Obtokový poměr: 0,36:1

### Výkony
- Maximální tah:
  - 17 800 lbf (79,1 kN)
  - 29 160 lbf (129,6 kN) s přídavným spalováním
- Celkový stupeň stlačení: 32:1
- Teplota plynů před turbínou: 1350 °C[2]
- Měrná spotřeba paliva: 
  - 0,76 lb/(lbf·h) (77,5 kg/(kN·h))
  - 1,94 lb/(lbf·h) (197,8 kg/(kN·h)) s přídavným spalováním
- Poměr tah/hmotnost: 7,8:1 (76,0 N/kg)